# Universal Media Disc
Universal Media Disc (UMD) je optički disk, koji je izumila tvrtka Sony za korištenje u PlayStationu Portable (PSP). Može sadržavati do 1.8 gigabajta podataka. UMD je prvi optički disk koji se koristi u ručnim igraćim konzolama.

## Primjena
Primarna zadaća za UMD je pohranjivanje medija za PSP igre, iako je još dostupan i za pohranu slika i TV emisija za gledanje na PSP-u, u manjim mjerama. Video je kodiran na H.264/MPEG-4 AVC formatu, sa zvukom u ATRAC3plusu.
BBC je izdao nekoliko njihovih TV emisija za UMD u Ujedinjenom Kraljevstvu, uključujući The Office, The Mighty Boosh, Doctor Who i Little Britain.

## Vanjske poveznice
- The Digital Bits - vodič za UMD filmove  Arhivirana inačica izvorne stranice od 21. veljače 2007. (Wayback Machine)
- UMD Talk  Arhivirana inačica izvorne stranice od 16. ožujka 2011. (Wayback Machine)
- Prodaja Sony PSP filmova  Arhivirana inačica izvorne stranice od 23. ožujka 2018. (Wayback Machine)
- Vijesti: "Sony UMD-ovi se ne prodaju dobro"
- UMD Movie Database  Arhivirana inačica izvorne stranice od 24. srpnja 2011. (Wayback Machine)
- UMD autorizacija  Arhivirana inačica izvorne stranice od 17. travnja 2009. (Wayback Machine)